# Elaphidion thompsoni
Elaphidion thompsoni là một loài bọ cánh cứng trong họ Cerambycidae.